# Saint-Jean-de-Beugné
Saint-Jean-de-Beugné [sɛ̃ ʒɑ̃ də bøɲe] ist eine ehemalige französische Gemeinde mit 631 Einwohnern (Stand: 1. Januar 2022) im Département Vendée in der Region Pays de la Loire. Sie gehörte zum Arrondissement Fontenay-le-Comte. Die Einwohner werden Beugnolais und Beugnolaises genannt.
Der Erlass des Präfekten vom 8. August 2024 legte mit Wirkung zum 1. Januar 2025 die Eingliederung von Saint-Jean-de-Beugné als Commune déléguée zusammen mit der früheren Gemeinde Sainte-Hermine zur Commune nouvelle Saint-Jean-d’Hermine fest.

## Geografie

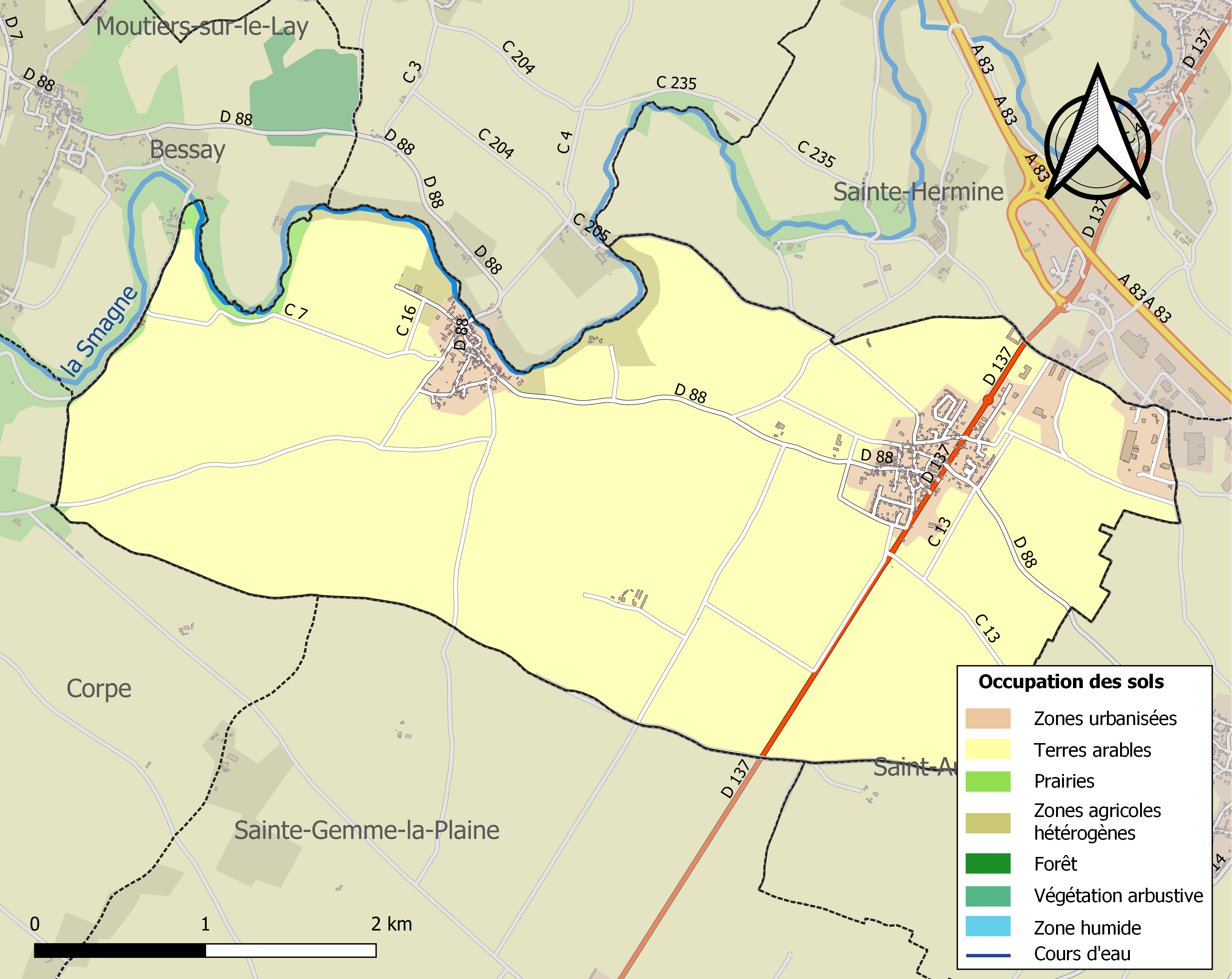
Bodennutzung, Hydrografie und Infrastruktur von Saint-Jean-de-Beugné (2018)

Saint-Jean-de-Beugné liegt etwa 22 Kilometer westnordwestlich von Fontenay-le-Comte und etwa 31 Kilometer ostsüdöstlich von La Roche-sur-Yon. Das Ortsgebiet wird entwässert von der Smagne, die es im Nordwesten abschnittsweise begrenzt. Das Zentrum befindet sich auf einer Höhe von etwa 40 m. Das Bodenrelief ist hügelig mit einer maximalen Erhebung von 51 m im Nordosten und einer minimalen Höhe von 9 m im Westen beim Austritt der Smagne aus dem Ortsgebiet.
Teile des Gebiets von Saint-Jean-de-Beugné gehören zum Natura 2000-Schutzgebiet „Plaine calcaire du sud Vendée“ (FR5212011) und zur ZNIEFF-Naturzone „Plaine calcaire du sud Vendée“ (520016286). Rund 93 % der Fläche von Saint-Jean-de-Beugné werden landwirtschaftlich, hauptsächlich als Kulturboden genutzt, rund 6 % entfallen auf bebaute Flächen, rund 2 % auf Industrie-, Gewerbe- und Verkehrsflächen (Stand: 2018).
Umgeben wird Saint-Jean-de-Beugné von der Nachbargemeinde Sainte-Pexine im Norden, der Commune déléguée Sainte-Hermine im Norden und Nordosten sowie von den Nachbargemeinden Saint-Aubin-la-Plaine im Osten und Südosten, Sainte-Gemme-la-Plaine im Süden, Corpe im Südwesten und Bessay im Westen.

## Bevölkerungsentwicklung

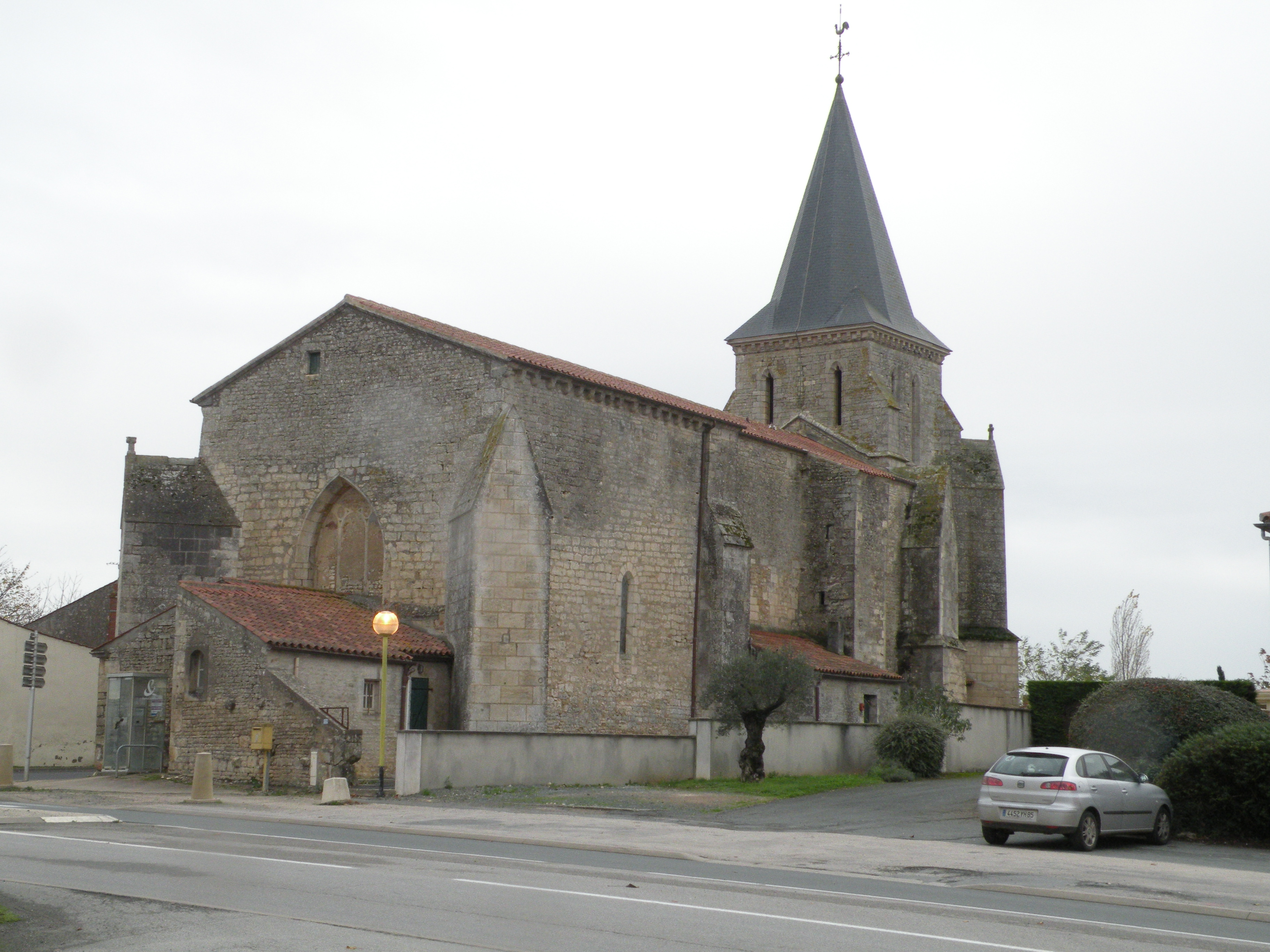
Kirche Saint-Jean

| Saint-Jean-de-Beugné: Einwohnerzahlen von 1793 bis 2020                                                                    | Saint-Jean-de-Beugné: Einwohnerzahlen von 1793 bis 2020 | Saint-Jean-de-Beugné: Einwohnerzahlen von 1793 bis 2020 | Saint-Jean-de-Beugné: Einwohnerzahlen von 1793 bis 2020 | Saint-Jean-de-Beugné: Einwohnerzahlen von 1793 bis 2020 |
| --- | ------------------------------------------------------- | ------------------------------------------------------- | ------------------------------------------------------- | ------------------------------------------------------- |
| Jahr |                                                         |                                                         |                                                         | Einwohner                                               |
| 1793 | 1793                                                    |                                                         | 393                                                     | 393                                                     |
| 1800 | 1800                                                    |                                                         | 317                                                     | 317                                                     |
| 1806 | 1806                                                    |                                                         | 403                                                     | 403                                                     |
| 1821 | 1821                                                    |                                                         | 521                                                     | 521                                                     |
| 1831 | 1831                                                    |                                                         | 519                                                     | 519                                                     |
| 1836 | 1836                                                    |                                                         | 562                                                     | 562                                                     |
| 1841 | 1841                                                    |                                                         | 568                                                     | 568                                                     |
| 1846 | 1846                                                    |                                                         | 582                                                     | 582                                                     |
| 1851 | 1851                                                    |                                                         | 573                                                     | 573                                                     |
| 1856 | 1856                                                    |                                                         | 547                                                     | 547                                                     |
| 1861 | 1861                                                    |                                                         | 553                                                     | 553                                                     |
| 1866 | 1866                                                    |                                                         | 563                                                     | 563                                                     |
| 1872 | 1872                                                    |                                                         | 571                                                     | 571                                                     |
| 1876 | 1876                                                    |                                                         | 545                                                     | 545                                                     |
| 1881 | 1881                                                    |                                                         | 552                                                     | 552                                                     |
| 1886 | 1886                                                    |                                                         | 535                                                     | 535                                                     |
| 1891 | 1891                                                    |                                                         | 557                                                     | 557                                                     |
| 1896 | 1896                                                    |                                                         | 570                                                     | 570                                                     |
| 1901 | 1901                                                    |                                                         | 540                                                     | 540                                                     |
| 1906 | 1906                                                    |                                                         | 557                                                     | 557                                                     |
| 1911 | 1911                                                    |                                                         | 530                                                     | 530                                                     |
| 1921 | 1921                                                    |                                                         | 484                                                     | 484                                                     |
| 1926 | 1926                                                    |                                                         | 484                                                     | 484                                                     |
| 1931 | 1931                                                    |                                                         | 454                                                     | 454                                                     |
| 1936 | 1936                                                    |                                                         | 458                                                     | 458                                                     |
| 1946 | 1946                                                    |                                                         | 461                                                     | 461                                                     |
| 1954 | 1954                                                    |                                                         | 443                                                     | 443                                                     |
| 1962 | 1962                                                    |                                                         | 420                                                     | 420                                                     |
| 1968 | 1968                                                    |                                                         | 377                                                     | 377                                                     |
| 1975 | 1975                                                    |                                                         | 352                                                     | 352                                                     |
| 1982 | 1982                                                    |                                                         | 347                                                     | 347                                                     |
| 1990 | 1990                                                    |                                                         | 388                                                     | 388                                                     |
| 1999 | 1999                                                    |                                                         | 417                                                     | 417                                                     |
| 2006 | 2006                                                    |                                                         | 506                                                     | 506                                                     |
| 2013 | 2013                                                    |                                                         | 594                                                     | 594                                                     |
| 2020 | 2020                                                    |                                                         | 613                                                     | 613                                                     |
| Quelle(n): EHESS/Cassini bis 1999, INSEE ab 2006 Anmerkung(en): Ab 1962 offizielle Zahlen ohne Einwohner mit Zweitwohnsitz |                                                         |                                                         |                                                         |                                                         |

## Sehenswürdigkeiten
- Kirche Saint-Jean